# 中国共产党第十九次全国代表大会
中国共产党第十九次全国代表大会（简称中共十九大）于2017年10月18日至24日在北京召开。出席大会的代表2,280名，特邀代表74名。代表全国8900多万名党员。
本次大会主题是“不忘初心，牢记使命，高举中国特色社会主义伟大旗帜，决胜全面建成小康社会，夺取新时代中国特色社会主义伟大胜利，为实现中华民族伟大复兴的中国梦不懈奋斗”。
中共十九大主席团常委会成员李克强主持大会开幕式，中共中央总书记习近平代表第十八届中央委员会向大会作了题为《决胜全面建成小康社会　夺取新时代中国特色社会主义伟大胜利》的报告。
中共十九大于10月24日上午在人民大会堂举行闭幕会。大会闭幕当日选举产生了第十九届中央委员会和第十九届中央纪律检查委员会，并将习近平新时代中国特色社会主义思想写入党章。
中国共产党第十九届中央委员会第一次全体会议于2017年10月25日上午在北京召开，会议选举产生中央委员会总书记、中央政治局、中央政治局常务委员会；通过中央书记处成员；决定中央军事委员会组成人选，批准中央纪律检查委员会书记、副书记、常务委员会委员人选。

## 政治背景
自从习近平在2012年11月的中共十八届一中全会上当选总书记和军委主席，成为最高领导人后，他以反腐败为手段，在许多观察家眼中以惊人的速度巩固权力。
自2012年习近平担任中共中央总书记以来， 除了通过一个影响深远的反腐败运动破坏原来的派系平衡之外 ，习近平也發出相關的明确声明，稱將“结束党内派系主义”，并将党从“权力的实用主义”转变为“一个更精简、有纪律的组织，统一明确的治理目标，不容易被地方或派系利益阻碍”。为此，习近平尝试实施所谓的“能上能下”标准，使干部可以降级、或从权力职位水平转移到其他虚职上。过去，在中共党内严格的等级制度下，达到一定资历的干部，除非被指控犯有刑事罪行，否则不能降级。通过这些行动，习近平意识到，二十年来采取的一些制度和规则使中共成为一个僵化的组织，其中诸如资历（特别是年龄）等因素在干部晋升过程中占绝对重要地位。在实践中，这些制度改变，很可能导致部分干部在达到规定的退休年龄之前就被迫交出重要职位，由其他人顶上。
2016年12月31日，習近平發表2017年電視新年賀詞，他說，2017年中共將召開十九大，要繼續深化改革、依法治國及從嚴治黨。

## 代表
2016年11月9日，中共中央印发了《关于党的十九大代表选举工作的通知》。中央确定，十九大代表名额共2300名，由全国40个选举单位选举产生。
2017年9月29日，按照党中央的统一部署，党的十九大代表选举工作已经顺利完成。全国各选举单位分别召开党代表大会或党代表会议，选举产生了2,287名出席党的十九大代表。
2017年10月17日，中国共产党第十九次全国代表大会主席团在人民大会堂举行第一次会议。全国各选举单位选举产生并经中央批准公布代表共2,287名。经审查，确认2,280名代表资格有效。大会应出席代表2,280名，代表當時全國8900多萬名黨員。
参照十八大时的做法，中央确定了74名特邀代表出席党的十九大，特邀代表享有代表同等权利。

## 大会机构
中国共产党第十九次全国代表大会主席团名单
（共243人）
（按姓氏笔画为序）
丁学东　丁薛祥　于广洲　于忠福　万立骏　习近平　马　凯　马　飚（壮族）　马兴瑞　马国强（回族）　马晓天　王　军　王　侠（女）　王　勇　王　晨　王　毅　王　曦　王小洪　王玉普　王正伟（回族）　王东明　王伟光　王志民　王志刚　王岐山　王沪宁　王国生　王胜俊　王晓晖　王家胜　王家瑞　王蒙徽　支树平　尤　权　车　俊　方　向　尹蔚民　巴音朝鲁（蒙古族）　巴特尔（蒙古族）　艾力更·依明巴海（维吾尔族）　石泰峰　布小林（女，蒙古族）　卢展工　田国立　白春礼（满族）　仝云飞　吉炳轩　毕井泉　曲青山　朱生岭　朱镕基　任洪斌　向巴平措（藏族）　刘　雷　刘　鹤　刘士余　刘云山　刘延东（女）　刘奇葆　刘国治　刘念光　刘家义　刘赐贵　齐扎拉（藏族）　羊风极（黎族）　江泽民　许其亮　孙志刚　孙金龙　孙春兰（女）　苏　辉（女）　苏毅然　杜丽群（女，壮族）　杜青林　杜家毫　李　屹　李　伟　李　希　李　斌（女）　李　强　李　鹏　李干杰　李长春　李玉赋　李纪恒　李克强　李岚清　李作成　李尚福　李建国　李晓红　李海峰（女）　李鸿忠　李智勇　李瑞环　李锦斌　李源潮　杨　晶（蒙古族）　杨传堂　杨洁篪　杨振武　杨晓渡　肖　捷　吴邦国　吴社洲　吴英杰　吴杰明　吴官正　吴胜利　邱学强　何　平　何立峰　何毅亭　余留芬（女）　应　勇　冷　溶　汪　洋　汪永清　沈跃跃（女）　沈德咏　怀进鹏　宋　丹　宋　平　宋　涛　宋秀岩（女）　宋鱼水（女）　宋普选　张　平　张　军　张　茅　张又侠　张升民　张庆伟　张庆黎　张纪南　张春贤　张恒珍（女）　张晓明　张高丽　张海迪（女）　张瑞敏　张裔炯　张德江　陆东福　陈　元　陈　旭（女）　陈　希　陈　武（壮族）　陈　雷　陈　豪　陈文清　陈四清　陈全国　陈宝生　陈敏尔　苗　圩　苗　华　苟仲文 　范长龙　范骁骏　林　铎　易会满　罗　干　金壮龙　周　强　周小川　周慕冰　郑卫平　郑晓松　孟建柱　孟祥锋　赵乐际　赵克石　赵克志　赵宏博（满族）　赵洪祝　郝　平　郝　鹏　胡泽君（女）　胡春华　胡锦涛　咸　辉（女，回族）　钟　山　钟绍军　信春鹰（女）　侯　晓　俞正声　姜大明　娄勤俭　贺国强　骆惠宁　秦生祥　袁曙宏　聂卫国　聂辰席　栗战书　贾庆林　钱小芊　铁　凝（女）　徐　平　徐　麟　徐乐江　殷方龙　高红卫　郭声琨　郭明义　郭金龙　郭树清　黄　明　黄守宏　黄坤明　黄树贤　曹建国　曹建明　盛　斌　雪克来提·扎克尔（维吾尔族）　常万全　鄂竟平　鹿心社　彭清华　董　强　蒋超良　韩　正　韩长赋　景海鹏　傅政华　焦若愚　舒印彪　曾庆红　温家宝　谢伏瞻　楼继伟　裘援平（女）　雷凡培　蔡　奇　蔡名照　雒树刚　熊群力　黎火辉　潘立刚　穆　虹　魏　亮　魏凤和
中国共产党第十九次全国代表大会主席团常务委员会名单
（共42人）
习近平　李克强　张德江　俞正声　刘云山　王岐山　张高丽　马　凯　王沪宁　刘延东（女）　刘奇葆　许其亮　孙春兰（女）　李建国　李源潮　汪　洋　张春贤　范长龙　孟建柱　赵乐际　胡春华　栗战书　郭金龙　韩　正　江泽民　胡锦涛　李　鹏　朱镕基　李瑞环　吴邦国　温家宝　贾庆林　宋　平　李岚清　曾庆红　吴官正　李长春　罗　干　贺国强　杜青林　赵洪祝　杨　晶（蒙古族）
中国共产党第十九次全国代表大会秘书长名单
刘云山
中国共产党第十九次全国代表大会副秘书长名单
刘奇葆　孟建柱　赵乐际　栗战书
中国共产党第十九次全国代表大会代表资格审查委员会名单
（共22人）
- 主　任：王岐山
- 副主任：赵乐际　苗　华
- 委　员：（按姓氏笔画为序）石泰峰　杜家毫　李玉赋　李智勇　李锦斌　杨晓渡　宋秀岩（女）　陈　旭（女）　陈　希　陈　豪　孟祥锋　赵克志　郝　鹏　侯贺华　洛桑江村（藏族）　贺军科　高红卫　雪克来提·扎克尔（维吾尔族）　焦若愚

## 总体流程
2017年10月17日下午，中国共产党第十九次全国代表大会在人民大会堂举行预备会议，会议通过了代表资格审查委员会名单、大会主席团名单、大会秘书长和大会秘书处机构设置和工作任务，会议还通过了十九大的议程。大会的议程为：听取和审查十八届中央委员会的报告；审查十八届中央纪律检查委员会的工作报告；审议通过《中国共产党章程（修正案）》；选举十九届中央委员会；选举十九届中央纪律检查委员会。

### 上届工作报告
2017年10月18日上午9时，主持人李克强宣布大会开幕。随后，中共中央总书记习近平代表第十八届中央委员会，向大会作工作报告《决胜全面建成小康社会　夺取新时代中国特色社会主义伟大胜利》。
十九大报告认为，中国特色社会主义进入了“新时代”：因为人民不仅对物质文化生活提出了更高要求，在民主、法治、公平、正义、安全、环境等方面的要求也日益增长；同时，中国社会生产力水平总体上显著提高，而发展不平衡不充分成为了主要的制约因素，故而使中国社会的主要矛盾从“人民日益增长的物质文化需要和落后的社会生产之间的矛盾”转化为“人民日益增长的美好生活需要和不平衡不充分的发展之间的矛盾”。十九大报告还首次提出了“新时代中国特色社会主义思想”，认为它和马克思列宁主义、毛泽东思想、邓小平理论、“三个代表”重要思想、科学发展观一样是中共应当长期坚持的指导思想。报告还提出，中国要在本世纪初“基本建成”小康社会的基础上，到2020年“全面建成”小康社会，再到2035年“基本实现现代化”，最终到2050年全面建成富强、民主、文明、和谐、美丽的“社会主义现代化强国”。
十九大报告表示，必須把維護中央對香港、澳門特別行政區全面管治權和保障特別行政區高度自治權有機結合起來，確保一國兩制方針不會變、不動搖，確保一國兩制實踐不變形、不走樣。承認「九二共識」的歷史事實，認同兩岸同屬一個中國，兩岸雙方就能開展對話，協商解決兩岸同胞關心的問題，台灣任何政黨和團體同大陸交往也不會存在障礙。
十九大报告载明，要推進反腐敗國家立法，建設覆蓋紀檢監察系統的檢舉舉報平台；制定國家監察法，依法賦予監察委員會職責權限和調查手段，用留置取代「兩規」措施。十九大报告还明确，堅決打贏脱貧攻堅戰，堅持精準扶貧、精準脫貧，堅持中央統籌省負總責市縣抓落實的工作機制，確保到2020年中國現行標準下農村貧困人口實現脱貧，貧困縣全部摘帽，解決區域性整體貧困，做到脱真貧、真脱貧。
同时，力爭到2035年基本實現國防和軍隊現代化，到本世紀中葉把人民軍隊全面建成世界一流軍隊。此外，成立中央全面依法治國領導小組，加強對法治中國建設的統一領導。 深化依法治國實踐。加強憲法實施和監督，推進合憲性審查工作，維護憲法權威。
2017年10月24日，大会通过了第十八届中央委员会和第十八届中央纪律检查委员会的工作报告。

### 本届选举
2017年10月24日，选举了第十九届中央委员会和第十九届中央纪律检查委员会。产生了中央委员204人、中央候补委员172人、中纪委委员133人。
中国共产党第十九届中央委员会第一次全体会议于2017年10月25日上午在北京召开，会议选举产生中央委员会总书记、中央政治局、中央政治局常务委员会、中央书记处、中央军事委员会。

### 修改党章

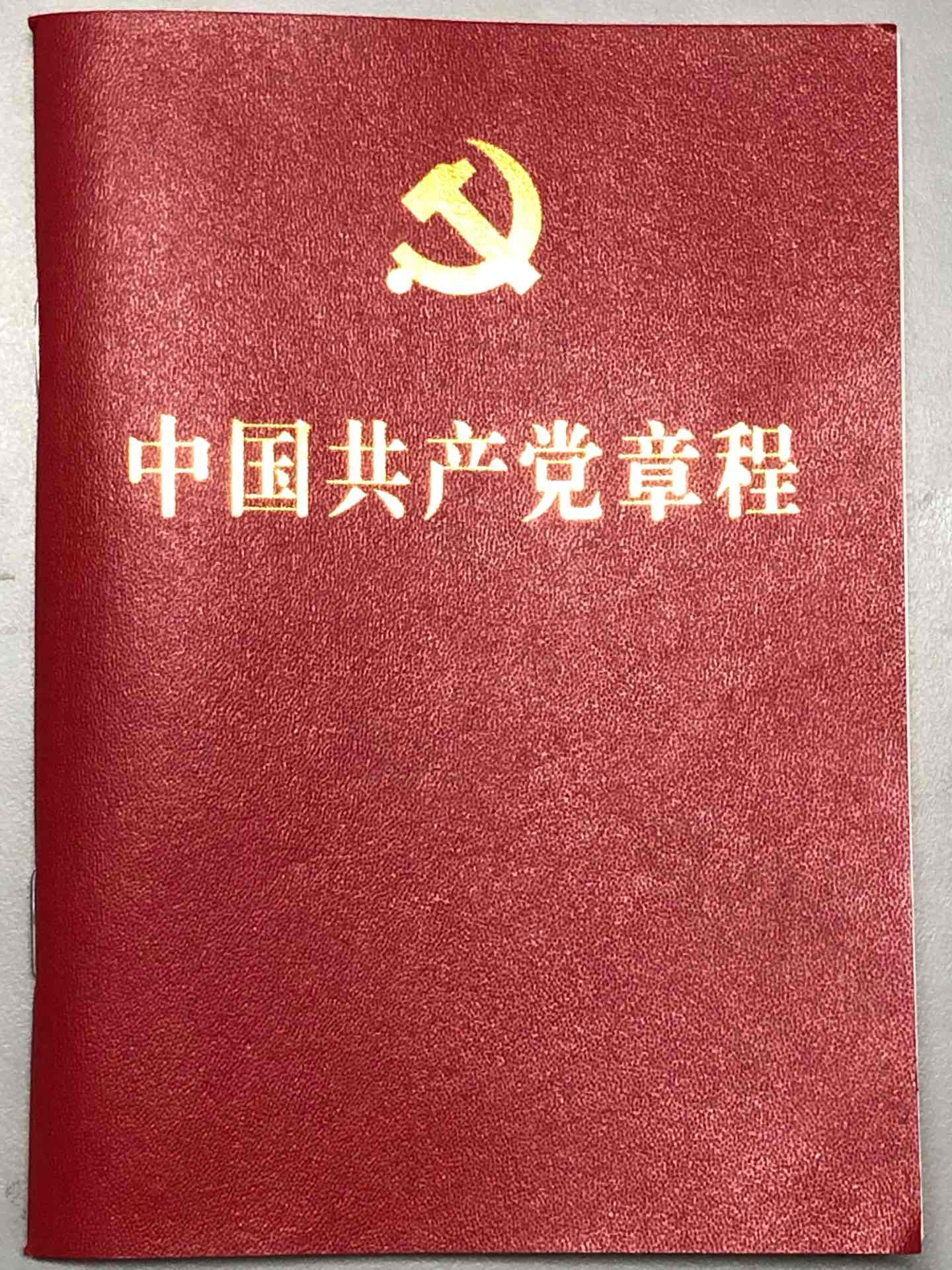
2017年10月人民出版社出版的《中国共产党章程》

中共中央政治局于2017年9月18日召开会议，决定要把党的十九大报告确立的重大理论观点和重大战略思想写入党章。
2017年10月18日上午，习近平在作十九大报告时指出：新时代中国特色社会主义思想，是对马克思列宁主义、毛泽东思想、邓小平理论、“三个代表”重要思想、科学发展观的继承和发展，是马克思主义中国化最新成果，是党和人民实践经验和集体智慧的结晶，是中国特色社会主义理论体系的重要组成部分，是全党全国人民为实现中华民族伟大复兴而奋斗的行动指南，必须长期坚持并不断发展。
2017年10月24日，大会通过了关于《中国共产党章程（修正案）》的决议，“习近平新时代中国特色社会主义思想”写入党章。此外，写入党章的还有“四个自信”，“中国梦”，中国社会主要矛盾变化的重大政治判断，“五大发展理念”“四个全面”，十八大以来治国理政新经验，习近平强军思想、人类命运共同体、“一带一路”等，新时代管党治党要求和“四个意识”，“党领导一切”的政治原则。

### 会议日程
| 日期           | 时间  | 内容 |
| -------------- | ----- | --- |
| 2017年10月18日 | 09:00 | 开幕会 |
| 2017年10月18日 | 下午  | 各代表团分组会议——讨论十九大报告、各代表团开放日 |
| 19日           | 全天  | 各代表团分组会议——讨论十九大报告、各代表团开放日 |
| 20日           | 上午  | 各代表团分组会议——讨论十九大报告、各代表团开放日 |
| 20日           | 下午  | 大会主席团第二次会议 - 通过十九届中央委员、候补委员和中央纪委委员候选人预备人选建议名单 - 通过将关于十八届中央委员会报告的决议（草案）、关于十八届中央纪律检查委员会工作报告的决议（草案）、关于《中国共产党章程（修正案）》的决议（草案）提交各代表团讨论 - 通过经各代表团酝酿的大会选举办法 - 通过监票人、总监票人名单 |
| 21日           | 全天  | 各代表团分组会议——酝酿大会主席团第二次会议通过十九届中央委员、候补委员和中央纪委委员候选人预备人选名单，讨论关于十八届中央委员会报告的决议（草案）、关于十八届中央纪律检查委员会工作报告的决议（草案）、关于《中国共产党章程（修正案）》的决议（草案）                                                                   |
| 22日           | 上午  | 各代表团分组会议——酝酿大会主席团第二次会议通过十九届中央委员、候补委员和中央纪委委员候选人预备人选名单，讨论关于十八届中央委员会报告的决议（草案）、关于十八届中央纪律检查委员会工作报告的决议（草案）、关于《中国共产党章程（修正案）》的决议（草案）                                                                   |
| 22日           | 下午  | 各代表团全体会议——对中央委员、中央纪委委员和候补中央委员进行差额预选 |
| 22日           | 晚间  | 大会主席团第三次会议——通过经各代表团差额预选产生的十九届中央委员、候补委员和中央纪委委员候选人名单（草案） |
| 23日           | 上午  | 各代表团全体会议——对中央委员、中央纪委委员和候补中央委员进行差额预选 |
| 23日           | 上午  | 大会主席团第四次会议——通过经各代表团差额预选产生的十九届中央委员、候补委员和中央纪委委员候选人名单（草案） |
| 23日           | 下午  | 各代表团分组会议——酝酿主席团第三次、第四次会议通过的中央委员、候补中央委员、中央纪委委员候选人名单 |
| 24日           | 09:00 | 闭幕会 |

## 影响

### 政治宣传
自习近平上任以来，尤其是十九大召开前后，新闻联播等经常播报毫不动摇地坚持“以习近平为核心的党中央领导”，坚持基本路线和基本制度等。各级政府开会（尤其是全国人民代表大会）一直坚持以习近平同志为核心的党中央领导。该举措使得党和人民意志坚定，向前发展。而台媒世界日报对此则不赞同，认为官方对习近平的个人宣传达到文革以来的最高点，甚至以“最高领袖”、“最高统帅”、“总设计师”称呼习近平，地位直逼拥有“四个伟大”的建国领袖毛泽东。
自2017年7月起，中国中央电视台推出一系列政论专题片，全面反映自中共十八大以来中国在政治、经济、文化、民生、生态文明建设、法治及外交等领域所取得的一系列成就，献礼中共十九大胜利召开。该系列专题片共包括《将改革进行到底》、《法治中国》、《大国外交》、《巡视利剑》、《辉煌中国》、《强军》与《不忘初心继续前进》七部。每部专题片除会在央视多频道播出外，亦会安排在全国各上星综合频道及地面主频道同步跟播。此外，央视网旗下的融媒体平台亦会同步上线播出。2018年1月18日至5月31日，香港TVB明珠台逢星期四晚上20:00播出了三部政论专题片，包括《辉煌中国》、《强军》与《大国外交》、并以普通话原音播放兼配上中英文字幕。
2017年9月16日起，中国中央电视台联合全国31家省级电视机构，推出全媒体大型特别节目《还看今朝》，全面反映自中共十八大以来全国31个省（自治区、直辖市）所取得的经济社会发展成就。《还看今朝》每期时长90分钟左右，共分为三个阶段播出。第一阶段从9月16日持续到9月29日，每天上午10:00在中国中央电视台新闻频道现场直播，共计14期。第二阶段从9月30日持续到10月7日，每天上午10:00及下午2:00在中国中央电视台新闻频道现场直播，共计16期。最终的“收官篇”于10月8日上午10:00在中国中央电视台新闻频道现场直播。除此之外，每期节目所介绍省份电视台的卫星频道、以新闻为主的地面综合频道及新闻类地面专业频道亦会同步转播。

### 权力交接
香港苹果日报认为，如果有年龄和资历优势的团派骨干成员胡春华或者习近平心腹陈敏尔两人都不能当选政治局常委，意味着他们将失去第六代接班人的资格，加上另一位拥有接班优势的前中共重庆市委书记孙政才已被开除公职和党籍，在没有接班人选的情况下，习近平有极大机会在2022年的中共二十大上连任第三届总书记，长期执政，打破改革开放以来形成的任期制。最终结果是胡春华和陈敏尔两人都没有在中共十九届一中全会上进入政治局常委会，意味着邓小平时代以来的接班体系已经失效，习近平可能将会长期掌握权力，甚至终身执政。

### 各方反应
巴勒斯坦国巴解解放、苏里南民族民主党、刚果共和国、马达加斯加总统、马尔代夫总统、库克群岛党领袖、拉脱维亚团结党、格林纳达新民族党、特立尼达和多巴哥人民民族运动党、巴哈马进步自由党、阿尔及利亚民族解放阵线、南苏丹苏丹人民解放运动、圭亚那变革联盟、巴巴多斯民主工党、牙买加工党总书记、巴巴多斯工党总书记、特立尼达和多巴哥联合民族大会党领袖、牙买加人民民族党、菲律宾前总统、尼泊尔民族民主党主席、印度尼西亚民心党指导委员会主席、吉尔吉斯斯坦党党团主席、吉尔吉斯斯坦祖国之光党议会党团主席、巴基斯坦伊斯兰促进会主席、印度尼西亚公正繁荣党总主席、缅甸克钦邦团结民主党主席、孟加拉国共产党主席、东帝汶民主党主席、黎巴嫩联盟党主席、叙利亚社会民族党政治局主席、缅甸若开民族党主席、缅甸全国民主力量党主席、蒙古国公民意志绿党主席、埃及祖国未来党主席、几内亚比绍社会革新党主席、塞拉利昂人民党全国主席、利比里亚团结党主席、芬兰共产党主席、挪威共产党主席、黑山社会主义人民党主席、罗马尼亚匈牙利族民主联盟主席、苏里南进步改革党主席、美国共产党全国主席、秘鲁共产党红色祖国主席、秘鲁基督教人民党主席、巴基斯坦人民民族党总书记、印度全印前进同盟总书记、印度人民党团结派总书记、伊拉克全国权利党总书记、乍得爱国拯救运动总书记、佛得角争取民主运动总书记、英国共产党总书记、意大利共产党全国书记、法国共产党全国书记、爱尔兰工党领袖、以色列利库德集团、印度尼西亚民主党领导人、加拿大联邦参议院自由党领袖、阿富汗伊斯兰民族阵线副领袖、科特迪瓦民主党执行书记、巴基斯坦人民党中央执行委员会、阿富汗伊斯兰统一党中央理事会、缅甸德昂布朗民族党中央委员会、伊拉克共产党中央委员会、巴基斯坦正义运动党外事书记、印度民族国大党外事部主席、印度尼西亚国民使命党秘书长、尼泊尔民族民主党秘书长、马来西亚民政党中委会总秘书、伊拉克伊斯兰达瓦党公共关系部长、叙利亚阿拉伯复兴社会党、巴基斯坦普什图赫瓦民族人民党、南苏丹外交与国际合作部、欧洲议会社会党党、西班牙工人社会党国际书记、蒙古国国家大呼拉尔委员、加拿大联邦众议员、加中议会协会共同主席、日本参议院前议长、比利时前众议长、菲律宾前参议员、缅甸八八世代和平与公开社团秘书长、阿拉伯作家和记者中国之友国际协会主席、罗马尼亚参与民主研究所所长、瑞典安全与发展政策研究所所长等国家、政党和组织在中国共产党第十九次全国代表大会召开之际发来贺电。

## 安保和管制

### 安全管控
为确保“十九大”顺利召开，中国政府有关部门对多项行业加强或施行了严格的安全管控。
物品寄递方面，国家邮政局、公安部、国家安全部于2017年10月9日宣布十九大期间实施的寄递物品安全管理规定，明确规定了禁止寄往北京的物品，要求全国各寄递企业发往北京的邮件、快件须实名寄送，并进行严格安检。一些电商平台、网店在页面提醒消费者，部分商品或发往特定地区在此期间暂停发货。韵达快递河南省业务于10月14日被勒令停业，据传是因省公安厅暗访人员顺利试寄了含有危险违禁品的包裹。中华人民共和国2016年3月1日起施行的《社会治安综合治理基础数据规范》国家标准要求快递企业落实100%先验视后封箱、100%寄递实名制、100%X光机安检的“三个100%”安全制度，此制度在大会召开前夕起被严格检查、施行。
铁路运输方面，为确保十九大期间铁路治安稳定，2017年10月9日至31日，所有进京列车实行“二次安检”。
北京市方面，北京市公安局于2017年10月13日发布《北京市公安局关于加强北京地区“低慢小”航空器管理工作的通告》，规定自10月17日0时起至十九大闭幕次日12时，在北京市行政区域内，禁止一切单位、组织和个人利用“低慢小”航空器进行各类体育、娱乐、广告性飞行活动和施放气球活动，以确保十九大期间首都地区空防安全。对用于十九大工作保障和应急作业的飞行活动，经军队、民航空中管制部门批准后，方可实施。据报北京各大超市於召开前接獲警方「禁刀令」，包括剪刀、菜刀、文具刀等各类刀具均須下架封箱，直至十九大結束，京东淘宝等网站网购的刀具即使可以随意购买，但在“十九大”期间亦暂停对北京以及周边地区的发货。自10月15日至28日，北京对市內的危險化學品和煙花爆竹加强管控，措施包括加油站暂时禁售散裝油，停止自助加油，同时煙花爆竹批發企業和長期零售點禁止銷售煙花爆竹。北京地铁各地鐵站也自10月17日起啟動「人物同檢」安檢措施，乘客及所攜帶的物品均須接受安檢。部分地鐵站加大限流安檢力度，乘客進站時間明显增加。北京多家夜店也宣布在此期间“因不可抗力因素”暂停营业，房屋短租、餐饮等部分服务、店家亦受到限制。

### 互联网监管
2017年9月7日，国家互联网信息办公室印发《互联网群组信息服务管理规定》。根据多维新闻的报道，针对所有互联网群组建立、管理、使用和提供者提出“谁建群谁负责”、“谁管理谁负责”等新政，规定于2017年10月8日起施行。规定颁布后，中国青年网、中国经济网、人民网等媒体报道宣传了“公安紧急提醒”之“政治敏感话题不发”等“九不发”通稿。
2017年9月8日，新浪微博发布公告，要求所有用户截至9月15日前通过实名认证。目前实名认证已基本完成。
2017年9月，中国历史教师袁腾飞的微博账号（有1600多万粉丝）突然“消失”，之前他与网络作家周小平发生争论。袁本人的微信留言称，他的微博账号因“煽动性过强，涉及相关法律依据过多”而被国家网信办销号。
2017年9月至10月底，全国各地高校网络、网站应要求采取关闭非必要网站，限制外网访问，加强安全防护和值守，启动校园网应急响应等措施。
2017年10月17日，腾讯旗下产品QQ、微信均以“系统维护”名义取消用户更改头像、昵称、个性签名等资料的权限。“系统维护”一直从十九大前一日持续到十月末，即十九大结束。

### 电视台整改
2017年9月12日，凤凰卫视播出19年的谈话节目《锵锵三人行》得证“因节目调整”暂时停播。“锵锵三人行”在微博被列为禁搜字眼，凤凰卫视的《震海听风录》和《时事辩论会》也将停播。其他多档电视、网络节目也于召开前夕因宣传导向等问题相继接受整改或停播。
2017年10月18日十九大开幕日，厦门卫视、厦门电视台一套在上午均未转播开幕式，厦门卫视继续播出闽南语配音版动画片《郑和下西洋》，引发网民在新浪微博等网站调侃。有网友指厦门卫视“任性”，称该频道已经与台湾东森电视签订合同，规定两家电视台均不得播放任何政治内容，甚至认为这是“新东京电视台”特色。也有網友認為，廈門衛視不是省台，可能沒有直播的政治任務；不过，也有非省台的卫视如深圳卫视转播了十九大开幕式。之后有消息称厦门电视台接到广电总局的整改通知。